# Soad Hosny
Soad Hosny (Caïro, 26 januari 1943 – Londen, 21 juni 2001) was een Egyptisch actrice. Hosny stond bekend als de Assepoester van de Egyptische film.
Soad Hosny werd geboren als de 10e kind uit een gezin van 17 kinderen. Ze was vier keer getrouwd en bleef kinderloos. Ze stierf op 58-jarige leeftijd onder verdachte omstandigheden. 

## Filmografie
- Hassan wa Nayima (1959)
- El banat waal saif (1960)
- Gharamiat emaraa (1960)
- Mal wa Nesaa (1960)
- Mafish tafahum (1960)
- Aaz el habaieb (1961)
- El Saba banat (1961)
- El safira Aziza (1961)
- He talata (1961)
- Ishayat hub (1961)
- Limaza aish? (1961)
- Mal wa nessaa (1961)
- Talat rijal wa emraa (1961)
- El ashkiaa el talata (1962)
- El dow el khafet (1962)
- Maw’ed fel Borg (1962)
- Ghosn el zeitoun (1962)
- Seraa maal malaika (1962)
- Aelit Zizi (1963)
- El sahera el saghira (1963)
- Mawed fil borj (1963)
- Min gheir mawad (1963)
- Serr el hareba (1963)
- Shakawet banat (1963)
- Al-tareek (1964)
- Awal hub (1964)
- El ariss yassel ghadan (1964)
- El azzab el talata (1964)
- El garima el dahika (1964)
- El morahekan (1964)
- Laabet el hub wa el zawaj (1964)
- Hekayat jawaz (1965)
- Lil rijal fakat (1965)
- Al-Kahira thalatin (1966)
- Chakawet rejala (1966)
- El mughammerun el talata (1966)
- El talata yuhebbunaha (1966)
- Guanab el safir (1966)
- Lailat el zafaf (1966)
- Mabka el oshak (1966)
- Shakket el talaba (1966)
- Al-zawja al-thaniya (1967)
- El lekaa el tani (1967)
- Shabab magnoun geddan (1967)
- Al-tilmiza wal osstaz (1968)
- Baba ayez keda (1968)
- El-sit el-nazra (1968)
- Hawaa wal kerd (1968)
- Hekayet thalass banat (1968)
- Helwa wa shakia (1968)
- Zawag alla tarika el-hadissa (1968)
- Al-ikhtiyar (1970)
- Khally ballak men ZouZou (1972)
- Al-Nass wal Nil (1972)
- Ghoroba' (1973)
- Al-hob alazi kan (1973)
- Al karnak (1975)
- Chafika et Metwal (1979)
- Maowid ala ashaa (1981)
- Al Qadisiyya (1981)
- Al-Mashbouh (1981)
- Ahl el qema (1981)
- Gharib fi Bayti (1982)
- Hob Fi El-Zinzana (1983)
- Al-gough (1986)
- Al-raii wa al nesaa (1991)